# Březina (Boêmia do Sul)
Březina é uma comuna checa localizada na região da Boêmia do Sul, distrito de Jindřichův Hradec.